# Грот Тефиды
Грот Тефиды (фр. La grotte de Téthys) — парковое сооружение: искусственный грот, архитектурно-скульптурная композиция, сооружённая в парке Версаля в 1666 году во времена правления короля Людовика XIV. Другое название: Грот Аполлона.

## История и композиция
Тефида, или Тетис, — в древнегреческой мифологии одно из древнейших божеств, младшая титанида, дочь Урана и Геи, супруга своего брата Океана, с которым она породила три тысячи сыновей — речных потоков и три тысячи дочерей — океанид. Она олицетворяет морское плодородие и каждый вечер принимает Солнце, которое садится в конце своего небесного путешествия.
В данном случае античная мифология соответствовала культу короля Людовика как «Короля-Солнца, которое никогда не заходит над Францией». В 1666 году первому живописцу короля Шарлю Лебрену и архитектору Клоду Перро было поручено разработать программу и композицию парадного сооружения для Версальского парка. Согласно мемуарам Шарля Перро, последний и его брат Клод, а также Лебрен, были ответственны за определение программы грота, созданной на основе короткого отрывка из «Метаморфоз» Овидия. Идея состояла в том, чтобы проиллюстрировать отдых бога Солнца Аполлона в морской пещере Фетиды в конце своего дневного путешествия. Пещера богини должна была стать не просто парковым павильоном, а частью общей системы садов на главной оси с бассейнами Аполлона и Латоны, иллюстрирующей дневной путь Солнца.
В 1666 году было решено разместить три скульптурные группы в нижней части водонапорной башни, которая годом ранее была переделана в искусственный грот. Здание, вероятно, спроектированное архитектором Луи Лево, представляло собой своего рода лоджию, выходящую в сад через три зарешёченных арки. Ворота арок были украшены символами Солнца, лучи которого проникали и через боковые двери. Семь рельефов фасада, созданные в 1666 году фламандским скульптором Герардом ван Опсталем, изображали Аполлона на колеснице в центре, группы тритонов и нереид вместе с морскими животными по сторонам.
В интерьере, украшенном раковинами, разместили три скульптурных группы, изображающих в центре самого Аполлона, принимающего ванну с обслуживающими его с нимфами, и две группы коней колесницы Солнца в боковых нишах, окружённых фонтанами и водными сооружениями, специально спроектированными мастером-изготовителем фонтанов Франсуа Франсином. С технической точки зрения Грот Тефиды играл важнейшую роль в гидравлической системе и в снабжении всего комплекса водой. На крыше грота находилась цистерна, в которую закачивалась вода из близлежащих источников, питая фонтаны Версаля.
- Король Людовик XIV посещает Грот Тефиды. Между 1670 и 1680. Версаль
- Грот Тефиды. Фасад. Офорт Жана Лепотра. 1672
- Грот Тефиды. Интерьер. Офорт Жана Лепотра. 1676
- Ф. Жирардон. Аполлон и нимфы Фетиды. Офорт Ж. Эделинка. 1678
- Аполлон и нимфы. Оригинальная модель Ф. Жирардона на реставрации
- Ф. Жирардон. Грот Аполлона (Аполлон и пять нимф). 1664—1672. Копия. Версальский парк
- Братья Марси. Кони Солнца
- Грот Тефиды. Реконструкция 2014 г. по композиции Ю. Робера. 1781

Центральная скульптурная группа, заказанная в 1666 году Франсуа Жирардону, вдохновлена античной статуей Аполлона Бельведерского и также напоминала образ короля.
Две боковые группы, представляющие «Коней Солнца», созданы, одна — Жилем Гереном, вторая — Братьями Марси, сменившими Тибо Пуассана в декабре 1667 года. Жан-Батист Тюби проектировал две статуи нереиды Галатеи и пастуха Ациса, которые были помещены в передней части грота. Строительство комплекса было завершено в 1675 году.
Сооружение в 1672 году подробно описал Андре Фелибьен, оно запечатлено во всех подробностях в офортах Жаном Лепотром, Франсуа Шово, Бернаром Пикаром, Этьеном Боде и Герардом (Жераром) Эделинком с 1672 по 1678 год.

## Разрушение ансамбля
Строительство северного крыла Версальского дворца, начатое в 1684 году, привело к разрушению Грота Тефиды. Скульптуры были рассредоточены. Вначале они были установлены в «Боскете Славы» (Bosquet de la Renommée), который получил название «Боскета купален Аполлона» (Bosquet des Bains d’Apollon). В 1704 году три группы были перенесены для формирования второго «Боскета купален Аполлона», который занимал северо-восточный угол нынешней рощи. Для защиты произведений искусства от атмосферных воздействий в 1705 году были завершены работы по возведению железных навесов, украшенных позолоченными свинцовыми украшениями. В 1781 году их поместили в углублениях большой искусственной скалы — предромантической композиции, созданной живописцем Юбером Робером. Поднее оригинальные статуи были помещены в музей Лувра, а на их месте в парке установлены копии.